# Qingquan (socken i Kina, Shandong)
Qingquan (kinesiska: 清泉街道, 清泉) är en socken i Kina. Den ligger i provinsen Shandong, i den östra delen av landet, omkring 140 kilometer väster om provinshuvudstaden Jinan. Antalet invånare är 75 714. Befolkningen består av 36 689 kvinnor och 39 025 män. Barn under 15 år utgör 16,0 %, vuxna 15-64 år 75 %, och äldre över 65 år 7,0 %.
Genomsnittlig årsnederbörd är 630 millimeter. Den regnigaste månaden är juli, med i genomsnitt 207 mm nederbörd, och den torraste är januari, med 3 mm nederbörd.